# Eurymorion
Eurymorion é um gênero de aranhas da família Linyphiidae descrito em 1993.